# КК Динамо Сасари
КК Динамо Сасари (итал. Dinamo Basket Sassari) италијански је кошаркашки клуб из Сасарија, града смештеног на северозападу Сардиније. Из спонзорских разлога пун назив клуба тренутно гласи Динамо Банко ди Сардена Сасари (итал. Dinamo Banco di Sardegna Sassari). У сезони 2022/23. такмичи се у Серији А Италије и у ФИБА Лиги шампиона.

## Историја
Клуб је основан 1960. године. Прве три деценије проводи у нижим ранговима италијанских такмичења, док се 1989. по први пут пласирао у Другу лигу у којој се задржао наредних десет година. Од 1999. до 2003. се такмичио у трећем рангу, након чега се вратио у Другу лигу. Године 2010. коначно успева да избори место у Серији А, а пет година касније стиже и до прве титуле шампиона државе. Први трофеј у клупској историји освојио је фебруара 2014. у Купу Италије, а успео је и да га одбрани годину дана касније. У националном суперкупу тријумфовао је 2014. године.
Први излазак на међународну сцену клуб је остварио у Еврокупу 2012/13, али такмичење је завршио већ у првој фази.
За историјат клуба везан је и један занимљив рекорд забележен 1995. године — наиме, то је једина италијанска екипа икада којој је успело да постигне чак 158 поена на једној утакмици без продужетака.

## Успеси

### Национални
- Првенство Италије:
  - Првак (1): 2015.
  - Финалиста (1): 2019.

- Куп Италије:
  - Победник (2): 2014, 2015.
  - Финалиста (1): 2017.

- Суперкуп Италије:
  - Победник (2): 2014, 2019.
  - Финалиста (1): 2022.

### Међународни
- ФИБА Куп Европе:
  - Победник (1): 2019.

## Учинак у претходним сезонама
| Сез.     | Првенство Италије | Куп Италије  | Европско такмичење                     | Европско такмичење |
| -------- | ----------------- | ------------ | -------------------------------------- | ------------------ |
| 2010/11. | Четвртфинале ПО   | —            | —                                      |                    |
| 2011/12. | Полуфинале ПО     | Четвртфинале | —                                      |                    |
| 2012/13. | Четвртфинале ПО   | Полуфинале   | Еврокуп — Топ 32                       |                    |
| 2013/14. | Полуфинале ПО     | Победник     | Еврокуп — Осмина финала                |                    |
| 2014/15. | Првак             | Победник     | Евролига — Топ 24                      |                    |
| 2014/15. | Првак             | Победник     | Еврокуп — Топ 32                       |                    |
| 2015/16. | Четвртфинале ПО   | Четвртфинале | Евролига — Топ 24                      |                    |
| 2015/16. | Четвртфинале ПО   | Четвртфинале | Еврокуп — Топ 32                       |                    |
| 2016/17. | Четвртфинале ПО   | Финалиста    | ФИБА Лига шампиона — Четвртфинале      |                    |
| 2017/18. | 10. место         | —            | ФИБА Лига шампиона — Групна фаза       |                    |
| 2017/18. | 10. место         | —            | ФИБА Куп Европе — Осмина финала        |                    |
| 2018/19. | Финалиста         | Полуфинале   | ФИБА Куп Европе — Победник             |                    |
| 2019/20. | прекинуто         | Четвртфинале | ФИБА Лига шампиона — Осмина финала     |                    |
| 2020/21. | Четвртфинале ПО   | Четвртфинале | ФИБА Лига шампиона — Друга групна фаза |                    |
| 2021/22. | Полуфинале ПО     | Четвртфинале | ФИБА Лига шампиона — Прва групна фаза  |                    |
| 2022/23. | —                 | —            | ФИБА Лига шампиона — Прва групна фаза  |                    |

## Познатији играчи
- Џош Акојон
- Сани Бечирович
- Дру Гордон
- Кејлеб Грин
- Травис Динер
- Дејвид Логан
- Вања Плиснић
- Душко Савановић
- Рок Стипчевић
- Омар Томас
- Бутси Торнтон
- Радисав Ћурчић
- Лајонел Чалмерс